# Cvetanje mora
Cvetanje algi, često nazvano i cvetanje vode, odnosno mora, je masovno razmnožavanje algi ili cijanobakterija. To masovno razmnožavanje oboji površinu vode zeleno, a u posebnim slučajevima plavo ili crveno, voda postaje mutna i puna "oblaka". Razlog je najčešće preterana količina hranjivih tvari, najčešće u obliku fosfata, u vodi.
Cvetanje toksičnih fitoplanktonskih organizama, koji svojim masovnim razmnožavanjem povećano troše kiseonik, može biti uzrok masovnom trovanju riba, ptica pa čak i ljudi, danas privlači sve veču pažnju naučnika širom sveta.
U akvatoriju Jadrana ova pojava prvi put je opisana 1729. g., a bilo je zahvaćeno područje srednjeg i severnog Jadrana. Nakon je više od sto godina, tačnije, 1872. g. objavljen je prvi rad o ovoj pojavi. Te iste godine laici su pojavu nazvali prljavim morem, terminom koji se i danas može čuti. Od navedene godine ta se pojava se javljala periodično svakih desetak godina, a danas podaci ukazuju na činjenicu, da kako prostorna, tako i vremenska učestalost otrovnih cvatnji stalno raste.
Hoće li se cvetanje mora razviti zavisi o nizu činioca kao što su: temperatura, slanost, jačina morskih struja, količina svjetlosti, organskog otpada, ... Na jedan od razloga, koncentraciju hranjivih soli, uticaj imaju dotoci severnojadranskih reka, od kojih reka Pad unosi više od polovine ukupnoga fosfora i azota, odnosno oko 75% neorganskih oblika hranjivih soli. Najveći deo toga unosa je antropogenog porekla. Povišenje bilo kojeg od ovih činioca dovodi do povećanja produktivnosti - proces poznat kao eutrofikacija.
Uzročnici toksičnog cvetanja najvećim su delom organizmi iz grupe dinoflagelata, manjim delom iz grupe dijatomeja, te cijanobakterije (modrozelene alge).

## Tipovi toksičnosti
Fikotoksini su hemijske materije koje deluju kako na morske organizme tako i na čoveka. U ljudski organizam najčešće ulaze preko probavnog sistema, iako u nekim slučajevima mogu ući preko disajnog sistema i preko kože. Trovanje fikotoksinima treba razlikovati od trovanja nekim drugim štetnim materijama kao što su npr. bakterijska trovanja, trovanja radioaktivnim materijama, teškim metalima itd.
Tipove toksičnosti delimo prema svojstvima proizvedenih toksina, odnosno prema simptomima koje izazivaju:
- Cvetanje dinoflagelata može prouzročiti pojavu nekoliko tipova toksičnosti: PSP (Paralitičko trovanje školjkašima), NSP (Neurotoksično trovanje školjkašima), DSP (engl. Diarrhetic Shellfish Poisoning), trovanje ciguaterom, VSP (Venerupin trovanje školjkašima) i AZA (engl. Azaspiracids poisoning).
- Za cvatnju dijatomeja vezana je pojava ASP (Amnezičko trovanje školjkašima).
- Postoje još i fikotoksini vezani uz cvetanje cijanobakterija, koji deluju na kožu i disajni sistem.

### Paralitičko trovanje školjkama (PSP)
Prvi opisi trovanja PSP toksinima usled konzumacije otrovnih školjki stari su oko 200 godina (zapisi kapetana Kuka i kapetana Vancuvera). U vodama umerenog pojasa uz PSP toksičnost je vezan dinoflagelat Gonyaulax koji se danas klasifikuje kao Protogonyaulax ili Alexandrium. Od uzročnika toksičnosti u taj rod spadaju sleće vrste: G. tamarense, G. catenella, G. acatenella, G. monilata, A. minutum. U tropskim vodama PSP je najčešće vezan za vrstu Pyrodinium bahamense.
Dva su načina kontaminacije školjaka PSP-om:
- pokretne ili vegetativne ćelije (pelagijal),
- spore ili pričuvne ćelije (bentos)

Prema nekim istraživanjima u SADu spore koje leže mirno nekoliko meseci na dnu, najmanje su deset puta toksičnije od samih ćelija. Toksin dospeva u školjke putem pokretnih ćelija dinoflagelata i njihovih spora, koje školjke koncentrišu u svom organizmu tokom filtriranja morske vode. Najveće koncentracije PSP toksina se nalaze u probavnim organima školjki, kao i u ostalom mekom tkivu. Najčešće kontaminirane vrste školjki su Mytilus edulis i Saxidomus giganteus.
Za utvrđivanje PSP toksičnosti školjki najčešće se koristi test na miševima. Od svih komponenti PSP toksina najotrovniji je saksitoksin, koji je ujedno jedan od najotrovnijih neproteinskih toksina poznatih čoveku.
PSP toksini deluju na periferni nervni sistem i koštano-mišićni sistem, što može dovesti do paralize disajnih mišića, koja vodi u smrt. Simptomi nastupaju 30 minuta nakon konzumacije zatrovane školjke i uključuju: 
- utrnuće (parezu) usta, usana, jezika i vrhova prstiju što vodi do mišične obamrlosti, nemogućnost održavanja uspravnog položaja, poremećaj u hodu, gubitak ravnoteže.
- gastro-intestinalni simptomi uključuju mučninu, povraćanje, proliv i abdominalni bol, mada se ovi simptomi javljaju retko ili nikako.

U ozbiljnim slučajevima javlja se paraliza mišića koja počinje u nogama i dovodi do smrti usled respiratorne paralize. Smrt nastupa unutar osam sati od konzumacije, dok su prognoze povoljnije u slučaju preživljavanja unutar 12 —24 sata od konzumacije.
Do danas nije poznat antidot za trovanje PSP toksinima ili bilo kojim drugim fikotoksinom. Simptomi trovanja mogu biti ublaženi ispiranjem želuca ili davanjem aktivnog uglja, a u najtežim se slučajevima daje veštačko disanje. Najsigurnija je zaštita ona koja uključuje detoksikaciju kontaminiranih školjki.

### Neurotoksično trovanje školjkama (NSP)
NSP je blaži oblik neurotoksičnog trovanja kojeg izazivaju školjke koje žive uz obale Meksičkog zaliva, Floride i Severne Karoline. Pojava NSP toksičnosti vezana je uz cvetanje dinoflagelata Gymnodinium breve. Najpoznatija vrsta koja uzrokuje masovan pomor morskih organizama na Floridi je Ptychodiscus brevis (Gymnodinium breve). Vegetativne ćelije P. brevis proizvode nekoliko neurotoksina koji se zajednički zovu brevetoksini.
Toksin akumuliran u školjkama se određuje pomoću testa na miševima. Za potvrdu toksičnosti koristi se i HPLC metoda.
Simptomi NSP trovanja su osećaj utrnuća usana, jezika, gubitak okusa, usporen puls, osećaj topline i hladnoće, proširene zenice, dijareja, a oporavak slijedi nakon dva dana.

### trovanje ribom
Trovanje ciguatera uzrokuju termostabilni toksini, očituje se kroz gastrointestinalne i neurološke simptome, a u ekstremnim slučajevima otrovani mogu umreti zbog poremećaja disajnog sistema.
Ovo trovanje se javlja kao posljedica konzumacije ribe koja je putem lanca prehrane akumulirala određenu količinu ciguatoksina koje luče bentoski dinoflagelati, epifiti na bentoskim makroalgama. Od svih ciguatoksina najznačajniji je CRX-1 koji kod herbivornih vrsta riba sudeluje u ukupnoj smrtnosti sa oko 90%. U zajednicama koje su u velikoj mjeri vezane za ribe koralnih grebena, čijim populacijama one predstavljaju osnovni izvor proteina (ostrvske države Pacifika) ciguatera može imati socio-ekonomski značaj. U zapadnim državama pojava  trovanja privlači pažnju medija i negativno utiče na tržište morskih proizvoda, a žrtve trovanja mogu tražiti odštetu putem suda.
Da bi se smanjili štetni uticaji ovog trovanja potrebno je pravodobno otkriti zaraženu ribu. Pri tom se koriste dve metode i to test na miševima, a obećavajuće rezultate daje i imunološka metoda koja otkriva prisutnost ciguatera toksina dokazivanjem postojanja antitela.

### Venerupin trovanje školjkašima (VSP)
Venerupin je neparalitički biotoksin različit od DSP toksina. Povezan je s cvatnjom vrste Prorocentrum minimum u obalnim vodama Japana, Norveške, Portugala itd. Primijećeno je da cvetanje Prorocentrum minimum vrlo često usledi nakon velikih kiša, te nakon povećanja količine fosfora, nitrata i amonijaka u morskoj vodi. Hemijski sastav venerupina još nije poznat.
Prvo trovanje venerupinorn bilo je zabeleženo 1889. u Japanu vezano za konzumaciju školjaka vrste Crassostrea gigas. Ova vrsta trovanja registrovana je ponovo 1941. godine, a uzrok je bila konzumacija školjki Tapes japonica.
Simptomi trovanja su mučnina, povraćanje, bol u želucu, zatvorenost, glavobolja, slabost, gubitak apetita itd. Ovim simptomima mogu prethoditi nervoza, te krvarenje iz nosa, usta i desni. U ozbiljnim slučajevima može se javiti žutica, te modrice po prsima, vratu i rukama. Često se javlja i anemija. Jetra je obično povećana. U slučajevima ozbiljnog trovanja javlja se žuta atrofija jetre, ekstremno uzbuđenje i delirij, te nastupa koma. Inkubacija nakon ulaska otrova traje 24 - 48 sati, a katkad i duže. Za ovu vrstu trovanja vezuje se izuzetno velika smrtnost.
Za potvrđivanje prisustva venerupina koristi se test na miševima.

### Amnezičko trovanje školjkašima (ASP)
ASP je oblik toksičnosti čiji su uzročnici dijatomeje. Dijatomeje se nisu smatrale opasnim organizmima sve dok krajem 1987. u Kanadi nisu zabeležena 153 slučaja trovanja.
Simptomi su uključivali povraćanje i dijareju koji su u nekim slučajevima bili praćeni zbunjenošću, gubitkom pamćenja, gubitkom orijentacije, pa čak i komom.
U poređenju s PSP toksinima, ASP toksini su blag neurološki otrov. U roku od 24 sata nakon konzumacije javlja se mučnina, povraćanje i dijareja; do 48 sati nakon konzumacije kod starijih se osoba javljaju neurološki simptomi (osobe starije od 60 godina). Nekoliko je starijih osoba u Kanadi i umrlo.
Od organizama koji proizvode ASP trovanje posebno treba spomenuti dijatomeju Pseudo-nitzschia pungens.
Metoda za analizu slična je metodi koja se koristi za analizu PSP. Miševima se intraperitonealno injektira ekstrakt dobiven iz mekog tkiva školjki, a test će biti pozitivan ako ekstrakt sadrži domoičnu kiselinu. 
Do sada se ASP javljao isključivo u Kanadi.

### Toksini cijanobakterija
Cijanobakterije proizvode toksine u slatkoj vodi. Trovanje se javlja nakon pojave cvetanja što na površini stvara gustu penu. Pojavu podstiče toplo, sunčano vreme i eutrofizirana ili čak hipereutrofizirana voda (značajan uticaj poljoprivrede i urbanih aktivnosti). Toksini cijanobakterija mogu štetno delovati kako na životinje tako i na čoveka. Kod životinja (ribe, ptice, stoka, kućni ljubimci) simptomi trovanja se javljaju nakon što su u organizam unesene toksične ćečoke, najčešće preko vode koju životinje piju. Značajan je uticaj vetra koji pomiče modrozelene alge u npr. područja gde se napaja stoka. Simptomi su različiti i zavisni su od vrste i veličine organizma, a najčešće uključuju povećanje jetre, slabost, proliv, unutrašnje krvarenje, plućni edem, itd..
Posebna se opasnost javlja na ribnjacima gde usled pojave ovih toksina može doći do uginuća riba (nekroza jetre).
Kod čoveka toksini cijanobaktenija mogu dovesti do problema s disanjem (Trichodesmium erytraeum) ili do kožnih problema (Lyngbya majuscula).
Na kraju treba spomenuti da i ova grupa toksina kao i toksini DSP grupe pokazuju kancerogena svojstva.

## Literatura
- Anderson, D. M.; Cembella, A. D.; Hallegraeff, G. M. (2012). „Progress in Understanding Harmful Algal Blooms: Paradigm Shifts and New Technologies for Research, Monitoring, and Management”. Annual Review of Marine Science. 4: 143—176. PMID 22457972. doi:10.1146/annurev-marine-120308-081121.

## Spoljašnje veze
- [http://www.whoi.edu/page.do?pid=11913
- [http://tidesandcurrents.noaa.gov/hab/
- [https://web.archive.org/web/20080706141105/http://research.myfwc.com/redtide